# Manuel Bento da Cruz
Manuel Bento da Cruz (Rio de Janeiro, 30 de junho de 1875 — São Vicente, 17 de maio de 1929) foi um empresário e político brasileiro. 

## Carreira políitca
Foi prefeito de Penápolis e de Bauru, loteador de terras, fundador de dezenas de municípios no interior de São Paulo e, por isto, tornou-se conhecido como o plantador de cidades. Fundou, em 1912, e foi sócio de uma das maiores empresas de colonização paulista, a Companhia de Terras, Madeira e Colonização de São Paulo.